# Schizonycha angustiformis
Schizonycha angustiformis är en skalbaggsart som beskrevs av Leon Fairmaire 1892. Schizonycha angustiformis ingår i släktet Schizonycha och familjen Melolonthidae. Inga underarter finns listade i Catalogue of Life.